# 보어 (엔진)
피스톤 엔진에서, 보어(또는 실린더 보어)는 각 실린더의 지름이다.
배기량은 보어, 스트로크 길이 및 실린더 수에 따라 계산된다.

배기량 = π ( ⁠1/2⁠ × 보어 )2 × 스트로크 × n실린더
보어를 스트로크로 나눈 값으로 결정되는 스트로크 비율은 전통적으로 엔진이 높은 rpm에서 돌림힘 또는 마력을 위해 설계되었는지 여부를 나타낸다. "보어"라는 용어는 기관차 실린더 또는 증기기관 피스톤의 보어에도 적용될 수 있다.

## 증기 기관차에서
보어라는 용어는 증기 기관차 또는 증기기관의 기관차 실린더에도 적용된다.

## 보어 피치
보어 피치는 내연기관에서 한 실린더 보어의 중심선에서 바로 인접한 다음 실린더 보어의 중심선까지의 거리이다. 또한 "평균 실린더 폭", "보어 간격", "보어 중심 거리", "실린더 간격"이라고도 불린다.
보어 피치는 항상 실린더 내경(보어 및 피스톤 지름)보다 크다. 이는 양쪽 실린더 벽의 두께와 그들을 분리하는 물 통로를 포함하기 때문이다. 이것은 새 엔진을 개발할 때 필요한 첫 번째 치수 중 하나인데, 이는 최대 실린더 크기(따라서 간접적으로 최대 배기량)를 제한하고 엔진(L4, 6, 8) 또는 해당 실린더 뱅크(V6, V8 등)의 길이를 결정하기 때문이다.
또한, 메인 베어링의 위치는 개별 실린더(메인 베어링 사이에 로드 저널이 하나만 있는 L4는 5개의 메인 베어링, L6는 7개의 메인 베어링) 또는 인접한 실린더 쌍(메인 베어링 사이에 두 개의 로드 저널이 있는 L4는 3개의 메인 베어링, L6 또는 V6는 4개의 메인 베어링, V8은 5개의 메인 베어링) 사이에 있어야 한다.
일부 구형 엔진(예: 쉐보레 Gen-2 "스토브볼트" 직렬 6기통, GMC 직렬 6기통, 뷰익 직렬 8기통, 크라이슬러 "슬랜트 6기통")에서는 보어 피치가 블록의 메인 베어링 웹 사이에 더 많은 재료를 허용하도록 추가로 확장되었다. 예를 들어, L6에서 메인 베어링 쌍을 공유하는 첫 번째 쌍(#1 & 2), 중앙 쌍(#3 & 4), 후방 쌍(#5 & 6)의 실린더는 메인 베어링을 "연결"하는 #2 & 3 및 #4 & 5 사이보다 피치가 작다.
엔진 블록 주조의 초기 비용은 매우 높기 때문에, 이 치수를 가능한 한 오랫동안 유지하여 많은 엔진에 걸쳐 공구 비용을 상각하려는 강력한 동기가 있다. 엔진이 더욱 정제되거나, 수정되거나, 확대될 때, 보어 피치는 이전 모델에서 유지되는 유일한 치수일 수 있다. 보어 지름은 최소 벽 두께의 한계까지 자주 증가하고, 인접한 각 실린더 쌍 사이의 물 통로는 제거되며, 더 긴 스트로크를 수용하기 위해 데크 높이가 증가하는 등 일반적으로 보어 피치가 같으면 엔진은 관련성이 있다.
개발 사례로, 1956년에 처음 도입된 크라이슬러 277" 폴리스페릭 V8은 1959년까지 보어 및 스트로크를 통해 326"로 점차 크기가 커졌고, 1964년에는 기존의 "쐐기형" 연소실로 대대적인 개조를 거쳤으며, 스터드 장착 로커 암을 위해 다시 수정되었고, 마침내 더욱 큰 재설계를 거쳐 현대적인 5.7리터 헤미가 되었다. 이 모든 엔진은 1956년에 설정된 원래의 4.460" 보어 피치 거리를 유지한다.

### 하이브리드 헤드
"하이브리드"는 다른 (때로는 완전히 다른) 브랜드, 크기, 모델 또는 유형 엔진의 실린더 헤드를 개조하여 고성능을 위해 개조된 엔진을 식별하는 데 일반적으로 사용되는 용어이다. 참고: 동일한 엔진 "패밀리"의 후기 헤드를 사용하는 것은 진정한 하이브리드가 아니라 단순한 현대화이다.
어떤 경우에는 도너(소스) 엔진의 두 헤드가 주제 엔진의 실린더 수와 일치하도록 끝에서 끝까지 연결된다(예: 쉐보레 직렬 6기통에 두 V8 헤드의 각 3개 실린더를 사용하는 경우).
동일하거나 극도로 유사한 보어 피치가 이를 가능하게 하거나 (거의) 불가능하게 만든다.

## 같이 보기
- 압축비
- 배기량